# 肯特伍德松樹 (加利福尼亞州)
肯特伍德派恩斯（英語：Kentwood-In-The-Pines）是位於美國加利福尼亞州聖地牙哥縣的一個非建制地區。該地的面積和人口皆未知。

## 地理
肯特伍德派恩斯的座標為33°04′18″N 116°34′32″W / 33.07167°N 116.57556°W，而該地的平均海拔高度為1313米（即4308英尺）。